# 1821 у літературі

## Народились
- 23 березня — Писемський Олексій Феофілактович, російський письменник (помер у 1881).
- 9 квітня — Шарль Бодлер (фр. Charles Pierre Baudelaire), французький поет (помер у 1867).
- 4 червня — Майков Аполлон Миколайович, російський поет (помер у 1897).
- 24 вересня — Ципріан Каміль Норвід (пол. Cyprian Kamil Norwid), польський поет, драматург, прозаїк, художник (помер у 1883).
- 31 жовтня — Карел Гавлічек-Боровський (чеськ. Karel Havlíček Borovský), чеський політичний діяч, поет і публіцист, один з основоположників чеської журналістики, сатири та літературної критики (помер у 1856).
- 11 листопада — Достоєвський Федір Михайлович, російський письменник (помер у 1881).
- 10 грудня — Некрасов Микола Олексійович, російський поет (помер у 1877).
- 12 грудня — Гюстав Флобер (фр. Gustave Flaubert), французький письменник (помер у 1880).
- 14 грудня — Щербина Микола Федорович, російський поет (помер у 1869).

## Померли
- 23 лютого — Джон Кітс (англ. John Keats), англійський поет (народився в 1795).